# Tsimshiantalen

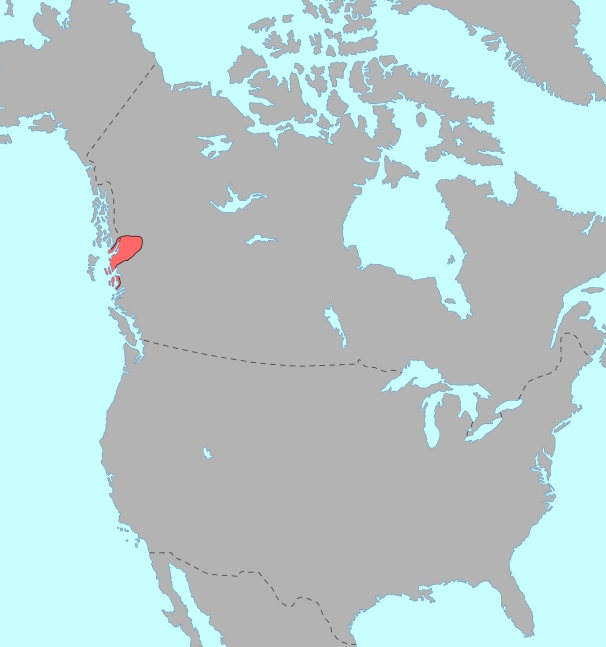
Oorspronkelijke verbreiding van de Tsimshiantalen

De Tsimshiantalen zijn een familie van Indiaanse talen die gesproken worden in het noordwesten van Brits-Columbia in Canada en in het zuiden van Alaska op Annette Island en bij de stad Ketchikan. Ongeveer 2170 etnische Tsimshian spreken deze talen nog in Canada. In Alaska wordt Coast Tsimshian nog door 50 van de 1300 Alaskaanse Tsimshian gesproken. De taalgroep bestaat uit vier variëteiten: 
1. Tsimshian
  - Coast Tsimshian
  - Southern Tsimshian
2. Nass–Gitksan
  - Nisga’a
  - Gitxan

Coast Tsimshian wordt gesproken langs de benedenloop van de Skeena in Brits-Columbia, op enkele naburige eilanden en in Metlakatla in Alaska. Southern Tsimshian wordt gesproken in het dorp Klemtu, op een eiland ten zuiden van de Skeena. De taal staat op het punt uit te sterven. Nisga'a wordt gesproken langs de Nass, en Gitxsan langs de bovenloop van de Skeena.
Nisga'a en Gitxsan zijn nauw verwant en worden door taalkundigen gewoonlijk als dialecten van dezelfde taal beschouwd. De sprekers van beide variëteiten beschouwen zichzelf echter als etnisch en taalkundig onderscheiden van de andere groep, en zien Nisga'a en Gitxsan als aparte talen. Coast Tsimshian en Southern Tsimshian worden doorgaans als dialecten van dezelfde taal beschouwd.